# Де Вильерс, Жиниэль
Жиниэль де Вильерс (англ. Giniel de Villiers; род. 25 марта 1972 года, Бэрридейл) — южноафриканский профессиональный автогонщик, выступающий в ралли-рейдах. Победитель ралли-марафона Дакар 2009 в классе внедорожников.

## Карьера
Жиниэль де Вильерс родился 25 марта 1972 года в Западно-Капской провинции. Часть своего детства он провёл на семейной ферме по выращиванию фруктов. Жиниэль начал интересоваться техникой и автомобильным спортом в раннем возрасте. Когда мальчику исполнилось 4 года, его отец Питер (участник региональных ралли) сконструировал для него небольшой гоу-карт. Всё своё свободное время Жиниэль посвящал катанию на гоу-карте вместе с друзьями и сооружению небольших гоночных трасс в окрестностях фермы.
Позднее Жиниэль поступил в гимназию в Парле. Каждые выходные он посещал гоночный трек в Кейптауне и учился водить спортивый автомобиль, приобретённый его отцом. В 19 лет де Вильерс впервые принял участие в клубной любительской гонке, а в 1993 году начал выступать в южноафриканском первенстве по шоссейно-кольцевым автогонкам в классе «Туринг». В середине 1990-х де Вильерс начал своё сотрудничество с Nissan South Africa. Молодой спортсмен, выступавший за рулем Nissan Primera, быстро прогрессировал, набирался опыта и в 1997 году выиграл чемпионат своей страны в классе «Туринг». В 1998, 1999 и 2000 годах он сумел защитить чемпионское звание.
Когда южноафриканский кузовной чемпионат пришёл в упадок, де Вильерс решил попробовать свои силы в других гоночных дисциплинах и начал участвовать в ралли-рейдах. В 2001 году он выиграл чемпионат ЮАР в зачёте серийных внедорожников — вновь за рулём Nissan.
Вскоре руководство компании Nissan решило организовать заводскую команду для участия во внедорожных ралли, в том числе в марафоне «Дакар». Жиниэль де Вильерс, успешно защищавший честь японской марки в южноафриканских чемпионатах и принимавший участие в разработке гоночных автомобилей, был приглашен в заводскую команду.
В 2003 году он дебютировал в «Дакаре». По итогам юбилейного 25-го марафона де Вильерс, не слишком известный за пределами родной страны, стал пятым, чем немало удивил многих экспертов и болельщиков. В последующие 2 года он продолжил выступать за Nissan. Несмотря на то, что его товарищами по команде были известные на весь мир и более титулованные гонщики — Колин Макрей и Ари Ватанен — южноафриканец уверенно опережал их. В 2004 году он финишировал седьмым (в то время как Макрей занял 20-е место, а Ватанен сошёл с дистанции), а год спустя стал четвёртым (Макрей был вынужден прекратить борьбу после серьёзной аварии, а Ватанен финишировал лишь 39-м).
После ухода Nissan из ралли-рейдов де Вильерс подписал контракт с заводским коллективом Volkswagen весной 2005 года. В составе команды из Вольфсбурга южноафриканец сумел добиться самых громких успехов в своей карьере — он трижды выигрывал Ралли Марокко, становился сильнейшим на Rally Transibérico и Rally dos Sertões. Но самым большим достижением Жиниэля является победа в легендарном ралли-марафоне «Дакар» в январе 2009 года.
После того как спортивное подразделение концерна Volkswagen отказалось от участия в «Дакаре», де Вильерс присоединился к команде Imperial Toyota South Africa Team. В январе 2012 года в латиноамериканском марафоне он выступал на внедорожнике Toyota Hilux Double Cab и занял 3-е место.

## Результаты выступлений на ралли «Дакар»
| Год       | №   | Штурман           | Команда                           | Автомобиль                | Место |
| --------- | --- | ----------------- | --------------------------------- | ------------------------- | ----- |
| 2003      | 217 | Паскаль Мемон     | Nissan Rally Raid Team            | Nissan Pick-Up            | 5     |
| 2004      | 208 | Франсуа Жордан    | Nissan Rally Raid Team            | Nissan Pick-Up            | 7     |
| 2005 (en) | 314 | Жан-Мари Люркен   | Nissan Rally Raid Team            | Nissan Pick-Up            | 4     |
| 2006      | 305 | Тина Тёрнер       | Volkswagen Motorsport             | Volkswagen Race Touareg 2 | 2     |
| 2007      | 301 | Дирк фон Цитцевиц | Volkswagen Motorsport             | Volkswagen Race Touareg 2 | 11    |
| 2009      | 305 | Дирк фон Цитцевиц | Volkswagen Motorsport             | Volkswagen Race Touareg 2 | 1     |
| 2010      | 300 | Дирк фон Цитцевиц | Volkswagen Motorsport             | Volkswagen Race Touareg 2 | 7     |
| 2011      | 308 | Дирк фон Цитцевиц | Volkswagen Motorsport             | Volkswagen Race Touareg 3 | 2     |
| 2012      | 301 | Дирк фон Цитцевиц | Imperial Toyota South Africa Team | Toyota Hilux Double Cab   | 3     |
| 2013      | 301 | Дирк фон Цитцевиц | Imperial Toyota South Africa Team | Toyota Hilux Double Cab   | 2     |
| 2014      | 302 | Дирк фон Цитцевиц | Imperial Toyota South Africa Team | Toyota Hilux Double Cab   | 4     |
| 2015 (en) | 303 | Дирк фон Цитцевиц | Imperial Toyota South Africa Team | Toyota Hilux Double Cab   | 2     |
| 2016 (en) | 301 | Дирк фон Цитцевиц | Toyota Gazoo Racing South Africa  | Toyota Hilux Double Cab   | 3     |

## Победы в международных ралли-рейдах
| № | Название                | Сезон | Штурман            | Команда                | Автомобиль                |
| - | ----------------------- | ----- | ------------------ | ---------------------- | ------------------------- |
| 1 | Rallye ORPI Maroc       | 2003  | Тина Тёрнер        | Nissan Rally Raid Team | Nissan Pick-Up            |
| 2 | Rally Transibérico      | 2006  | Дирк фон Цитцевитц | Volkswagen Motorsport  | Volkswagen Race Touareg 2 |
| 3 | Rallye ORPI Maroc       | 2006  | Дирк фон Цитцевитц | Volkswagen Motorsport  | Volkswagen Race Touareg 2 |
| 4 | Rallye Guy Hoquet Maroc | 2007  | Дирк фон Цитцевитц | Volkswagen Motorsport  | Volkswagen Race Touareg 2 |
| 5 | Rally dos Sertões       | 2008  | Дирк фон Цитцевитц | Volkswagen Motorsport  | Volkswagen Race Touareg 2 |